# Koupací vůz

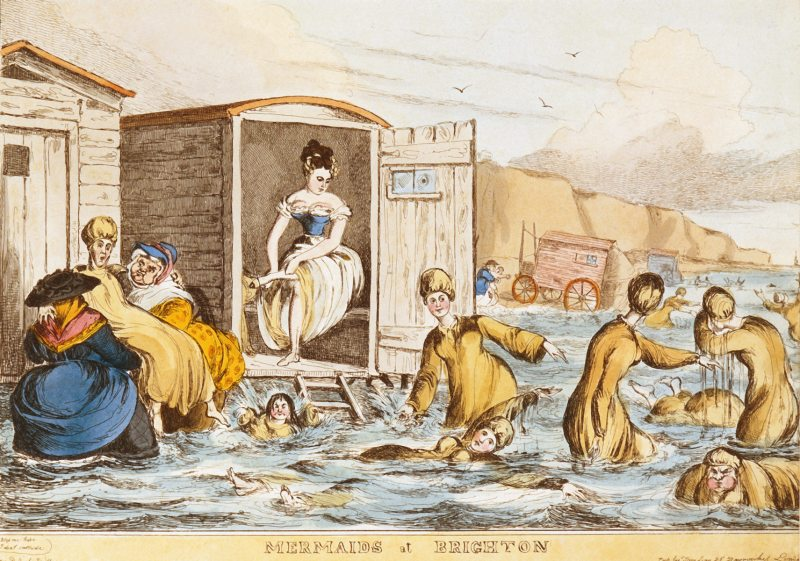
William Heath: Mořské panny z Brightonu (1829)

Koupací vůz bylo zařízení používané na plážích především viktoránské Anglie, které umožňovalo pobyt v moři bez porušení dobových představ o etiketě. Mělo podobu maringotky s dřevěnými nebo plátěnými stěnami, do níž zájemci o koupání nastoupili, vůz se zapřáhl za koně a nechal se odtáhnout do přílivového pásma. Ve vozech se pasažéři převlékli do plavek a protože pláže byly rozděleny na mužské a ženské sektory, mohly se dámy koupat, aniž by byly vystaveny pohledům opačného pohlaví. Existovala také profese zvaná dipper: silná žena, která pomáhala klientkám bezpečně vystoupit z koupacího vozu přímo do vln.
Za vynálezce koupacího vozu je označován jistý Benjamin Beale, příslušník náboženské společnosti kvakerů, a první zprávy o jeho používání pocházejí z Margate z roku 1750. Vagony byly oblíbené mezi zámožnými vrstvami v přímořských letoviscích, jako součást koloritu se staly námětem řady výtvarných děl a rozšířily se také do dalších zemí. Přestaly se využívat na počátku dvacátého století, kdy se ideálem stala emancipovaná sportující žena.